# Castel Viscardo
Castel Viscardo est une commune italienne de la province de Terni dans la région Ombrie en Italie.

## Administration
| Période                                  | Période | Identité | Étiquette | Qualité |
| ---------------------------------------- | ------- | -------- | --------- | ------- |
|                                          |         |          |           |         |
| Les données manquantes sont à compléter. |         |          |           |         |

### Communes limitrophes
Acquapendente, Allerona, Castel Giorgio, Orvieto

## Démographie
Habitants recensés

## Culture
- Le castel di Madonna
- L'église Santissima Maria Annunciata érigée en 1682 par Orazio Spada, sur les plans de l'architecte Giuseppe Brusati Arcucci.

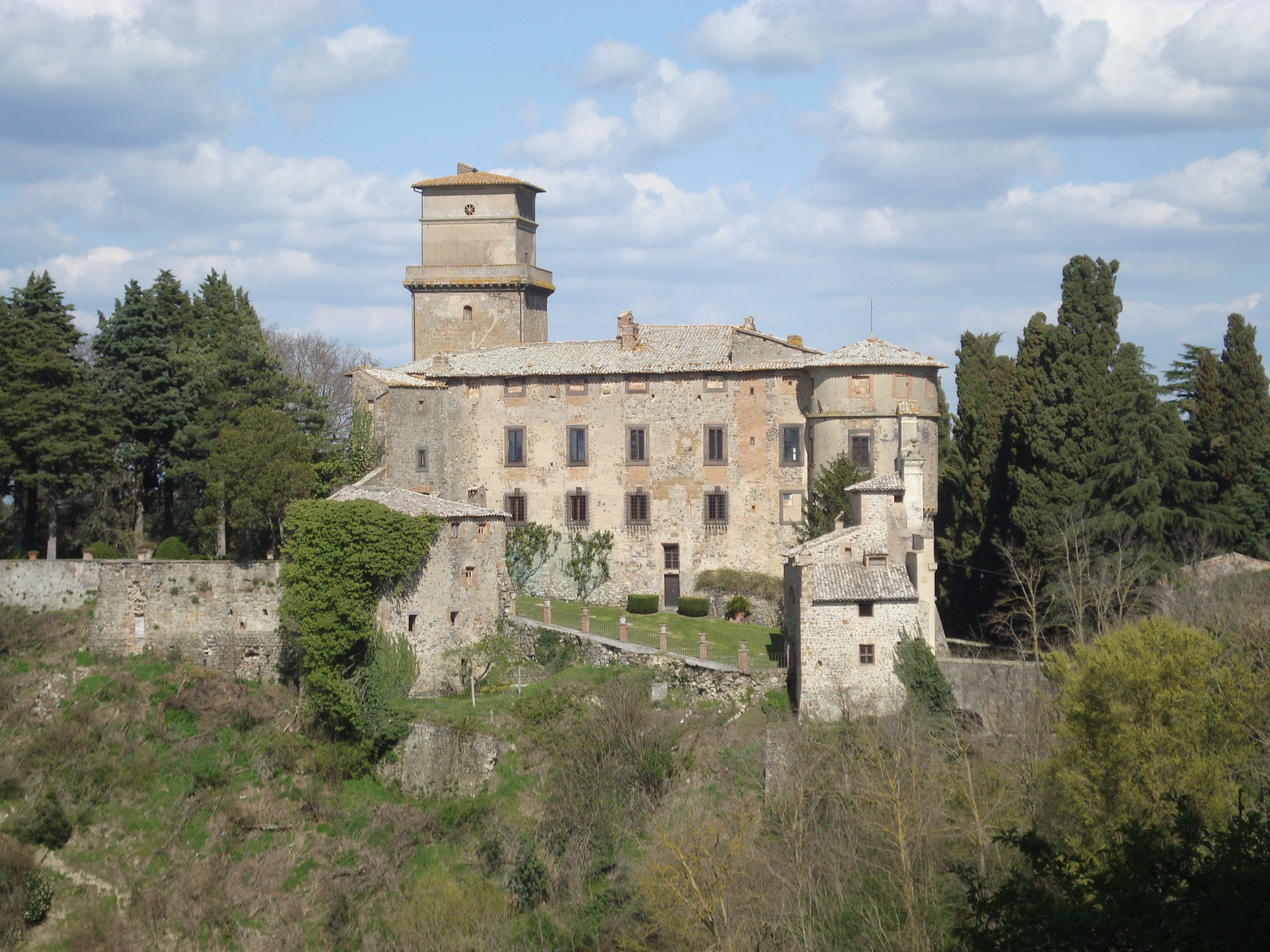
Le castel di Madonna
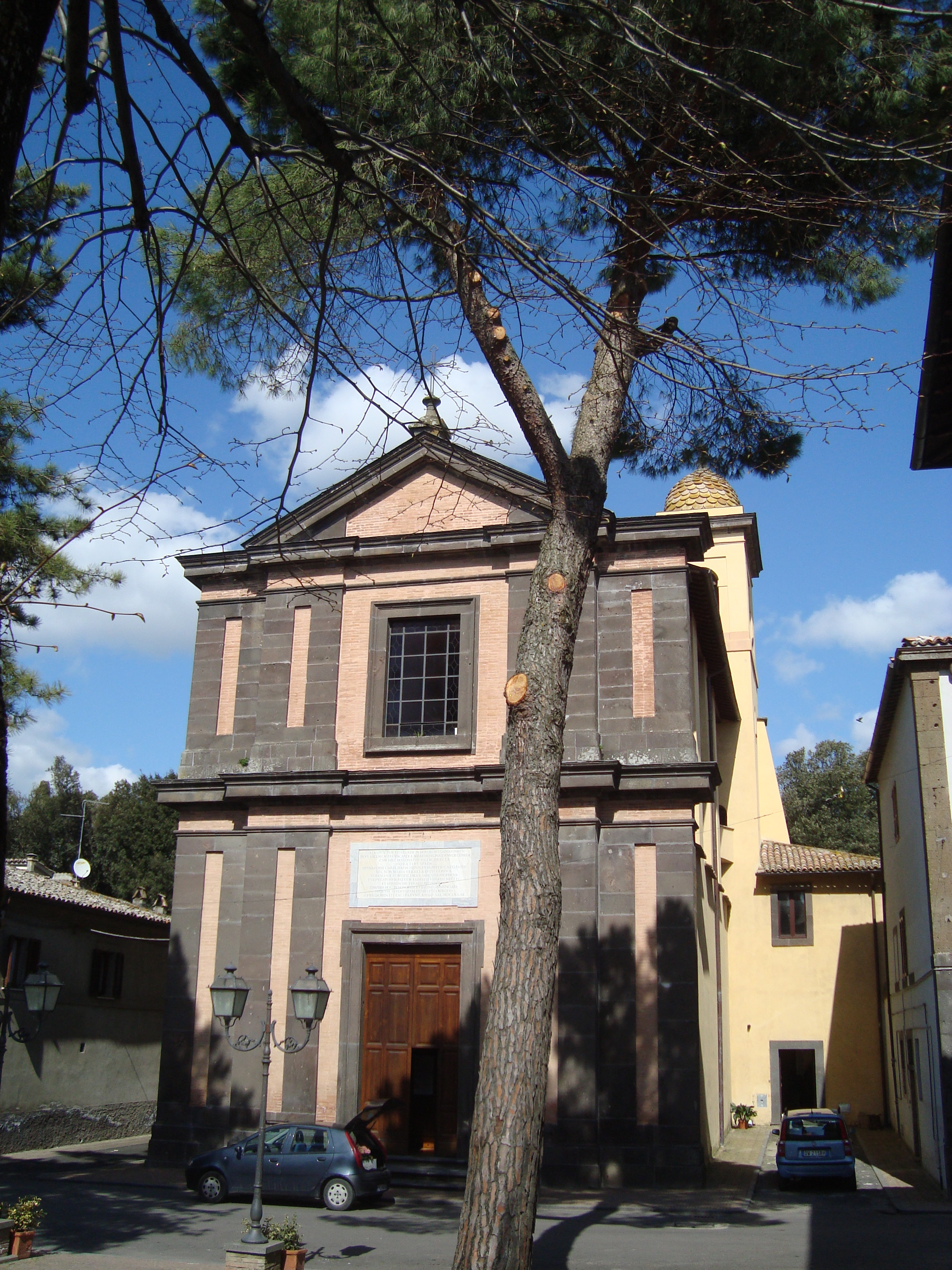
L'église Santissima Maria Annunciata